# Ламберт (единица измерения)
Ла́мберт (русское обозначение: Лб; международное: Lb, L) — внесистемная единица измерения яркости поверхности, применяемая главным образом в США и получившая своё название в честь немецкого физика И. Г. Ламберта. В некоторых источниках ламберт называют единицей яркости системы СГСЛ (сантиметр-грамм-секунда-люмен). В советской и российской научно-технической традиции ламберт, как правило, используется для количественного описания яркости света, отражённого от неизлучающего объекта. При этом его определение звучит следующим образом:
1 ламберт — это яркость идеально белой поверхности поверхности, равномерно рассеивающей свет по всем направлениям и обладающей светимостью 1 рф.
В зарубежных материалах под одним ламбертом понимают яркость поверхности площадью 1 см², создающей световой поток 1 люмен (1 лм/см²).
До 1948 года использовалась другое значение ламберта, которое определялось на основании старой «международной свечи»: 1 старый ламберт = 1,005 ламберт.
Соотношение с другими единицами яркости:
1 Лб = 3,20⋅103 нт = 1/π сб = 10−4 асб = 3,1831⋅103 кд/м².